# Ernest Simoni
Ernest kardinál Simoni Troshani (* 18. října 1928, Troshan, Albánie) je albánský římskokatolický kněz. Kvůli své víře strávil za albánského komunistického režimu 28 let na nucených pracích. Dne 19. listopadu 2016 jej papež František jmenoval kardinálem. Jedná se o třetího albánského kardinála (po kardinálech Engjëllim a Koliqim).

## Život
Ernest Simoni byl vysvěcen na kněze 7. dubna 1956. Zatčen byl roku 1963 poté, co na Štědrý den sloužil mši za zavražděného amerického prezidenta Johna Fitzgeralda Kennedyho. Po tři měsíce pak byl držen v izolaci, mučen a odsouzen k trestu smrti, který ale nebyl vykonán. Byl změněn na nucené práce a trval až do roku 1990, celkem tedy 28 let.
V mezidobí byl po vězeňské revoltě v roce 1973 znovu, již podruhé, odsouzen k trestu smrti. Zachránila ho před ní svědectví mnoha dalších vězňů, pro které se stal duchovním vůdcem. Po 18 letech práce v dolech byl v roce 1981 propuštěn, dalších deset let však byl nucen pracovat na stavbách odpadních kanálů. Brát na sebe roli kněze mohl jen tajně až do pádu režimu v roce 1990.
V roce 2016 byl jmenován kardinálem (ve třídě kardinál-jáhen). Vzhledem ke svému věku, který přesahuje 80 let, se Ernest Simoni po jmenování kardinálem již nebude moci účastnit volby nového papeže. Pro albánskou katolickou církev je jeho jmenování kardinálem hlubokým symbolickým gestem, které vyjadřuje uznání vůči utrpení jejích členů za vlády komunistického diktátora Envera Hodži.